# Manoir Globensky
Le manoir Globensky (aussi connu sous le nom de domaine Globensky) est un ancien manoir seigneurial situé dans la ville de Saint-Eustache dans la province de Québec au Canada. Le manoir fut érigé pour le seigneur, industriel, homme d’affaires et politicien Charles-Auguste-Maximilien Globensky. La bâtisse abrite aujourd'hui la Maison de la culture et du patrimoine de Saint-Eustache et l'Espace muséal du manoir Globensky.

## Description
Construite entre 1861 et 1865, cette résidence fut conçue et réalisée par l’architecte Henri-Maurice Perrault dans une combinaison de styles architecturaux propre à l'esprit éclectique de l'époque. Elle réunit ainsi notamment les styles victorien et néogeorgien,,.
Le domaine Globensky est d'une superficie de 18 156 mètres carrés. La maison détient quant à elle une superficie de plancher de 1 200 mètres carrés et compte 18 pièces (excluant le comble).
Ce manoir fait l'objet d’une mesure de protection. Il fut classé immeuble patrimonial par le ministère de la Culture et des Communications du Québec le 21 juin 1961.

## Charles-Auguste-Maximilien Globensky
Charles-Auguste-Maximilien Globensky (15 novembre 1830-12 février 1906) fut le propriétaire du manoir de 1861 à 1906, année de son décès.

## Historique
Le manoir est détruit lors d'un incendie en 1901 et est reconstruit en 1902-1903.

### La période 1910-1961
Après la mort de Charles-Auguste-Maximilien Globensky en 1906, le Manoir sert de résidence à des personnages influents de la ville de Saint-Eustache. En 1910, le courtier d'assurance montréalais Joseph-Antoine Laurin achète la demeure pour 8000$,. Laurin, qui sera maire de Saint-Eustache à compter de 1912, y résidera jusqu'à son décès en 1915. En 1918, l'entrepreneur Évariste Champagne de Montréal (qui sera également maire de Saint-Eustache de 1925 à 1929) acquiert la propriété pour 5750$. En 1930, Champagne effectue des travaux importants au bâtiment : il y ajoute un porche à colonnades d'inspiration géorgienne,. Dans les années 1950, le Manoir Globensky sert de demeure au docteur Adrien Thibaudeau, médecin de famille à Saint-Eustache.